# Machete (djur)
Machete (Elops affinis) är en fiskart som beskrevs av Regan, 1909. Machete ingår i släktet Elops, och familjen Elopidae. IUCN kategoriserar arten globalt som otillräckligt studerad. Inga underarter finns listade.